# Frowny Piercing
Ein Frowny Piercing ist ein Lippenbändchenpiercing, welches jedoch am Frenulum der Unterlippe platziert ist. Das Lippenbändchenpiercing ist die entgegenstehende Variante und wird am Frenulum der Oberlippe gestochen.

## Schmuck
Für ein Frowny Piercing ist ein Ball Closure-Ring mit einer Materialstärke zwischen 1,2 mm und 1,6 mm und einem möglichst kleinen Innendurchmesser geeignet. Bei einer Materialstärke von unter 1,2 mm besteht die Gefahr, dass das Piercing im Heilungsprozess herauswächst. Beim Schmuck werden speziell für Lippenbändchen entwickelte Kugeln verwendet. Diese sind auf einer Seite abgeflacht und sollen möglichen Zahnschäden vorbeugen.

## Heilung
Da die durchstochene Stelle aus Schleimhautgewebe besteht, dauert der Heilungsprozess nach einem Frowny Piercing mit der wundheilenden Wirkung des Speichels zwischen 14 und 21 Tage, in seltenen Fällen länger. Das Frowny Piercing zählt in Bezug auf seine Heilung zu den unkompliziertesten Piercings.